# Malo Mraševo
Malo Mraševo – wieś w Słowenii, w gminie Krško. W 2018 roku liczyła 125 mieszkańców.